# Кописки, Джон
Джон Максвелл Кописки (англ. John Maxwell Kopiski ; 17 июля 1949, Лондон) — российский предприниматель польско-английского происхождения, основатель и владелец молочного хозяйства «Рождество» на 3,7 тыс. голов крупного рогатого скота в Петушинском районе Владимирской области.

## Биография
Родился 17 июля 1949 года в Лондоне. После окончания школы стажировался в компании Coutinho Caro & Co, занимающейся торговлей сталью. С 1972 года руководил филиалами компании в Бангладеш, а затем в Пакистане и Южной Африке.
В 1982 году возглавил угольную компанию Balli Trading London. По делам фирмы впервые приехал в Россию в 1991 году с целью исследования возможности открытия рынка в Таджикистане. Через год приобрёл шахту в Мичуринске, основал собственную угольную компанию «Мичуринскуголь» и переехал в Россию на постоянное жительство. В 1993 году получил российское гражданство.
Вскоре после переезда в Россию основал в Петушинском районе ферму «Богдарня» и молочно-животноводческий комплекс «Рождество». Первоначальные вложения в «Богдарню» составили 500 тысяч долларов, в строительство «Рождества» вложено 300 млн рублей, в 2006 году привлёк 240 млн рублей для «Рождества» по льготным кредитам: новое хозяйство стало участником национального проекта по развитию агропромышленного комплекса.
В 2007 году подписал контракт о поставке молока с компанией «Вимм-Билль-Данн», вскоре после этого подписал контракт о продаже молока для производства детского питания «Агуша». В 2009 году получил кредиты в размере 700 млн рублей из бюджетов Владимирской и Липецкой областей на развитие фермерского хозяйства.
В 2015 году участвовал в прямой линии с Президентом России Владимиром Путиным.

## Особенности хозяйств
Оба хозяйства Кописки работают по технологии холодного беспривязного содержания скота. На «Рождестве» функционирует сыроварня, главный сыродел — переехавший в Россию американец Джей Роберт Клоуз (в управлении хозяйствами также работают несколько приглашённых американских специалистов). Кроме основного — молочного направления, также в хозяйствах разводят лошадей.
По состоянию на 2015 год в «Рождестве» насчитывалось 3,7 тыс. голов. Оценка стоимости «Рождества» по состоянию на 2015 год — не менее 2 млрд руб., в том же году Кописки сообщал о готовности его продать за 3 млрд руб. На базе «Богдарни» на 400 голов организован агротуристический комплекс, где организован контактный зоопарк, проводятся уроки парусного спорта, обучение езде на мотоскейте, спортивные игры.
Продукция хозяйств отпускается по ценам, существенно выше рыночных. После того, как Кописки задал в 2015 году вопрос Владимиру Путину во время прямой линии с жалобой на низкие закупочные цены, наблюдатели усомнились в заявленной нерентабельности производства, так как продукция с хозяйства Кописки в розницу продавалась по удвоенным ценам: 1000 рублей за килограмм сыра и 100 рублей за литр молока.

## Отношение к религии
По переезде в Россию принял православие. Занимался восстановлением разрушенного православного храма в деревне Воспушка Петушинского района. Построил часовню святого Власия — покровителя животных, и Храм святых жён-мироносиц в деревне Крутово.

## Личная жизнь и увлечения
Женат на русской — Нине Валерьевне Кописки из Севастополя. Воспитывает пятерых детей.
Увлекается музыкой. Создал семейный ансамбль. Вместе записывают компакт-диски.